# Çepni
De Çepni zijn de grootste etnische groep aan de Turkse kust van de Zwarte Zee, voornamelijk geconcentreerd in het centrale deel van Sinop tot Giresun. Ze vormen een van de grootste Turkse clans (boy of oymak in het Turks).

## Cultuur
De Çepni hebben veel culturele overeenkomsten met hun buurvolkeren, zoals de houten architectuur, muziekinstrumenten als de kemençe en dansen als de horon. Er zijn echter ook culturele kenmerken die hen onderscheiden, zoals hun bijzonder kleurrijke kleding. De Çepni houden in de zomer festivals op de zomerweiden (yayla's) in het Pontisch Gebergte. Het grootste feest vindt plaats op de Kadırga Yayla.

## Geschiedenis
De Çepni waren een belangrijke Oğuzische stam. De 11e-eeuwse Oeigoers-Turkse wetenschapper Mahmud al-Kashgari noemt de Çepni als een van de 24 stammen van de federatie der Oğuzen. Na de Slag bij Manzikert trokken duizenden Çepni langs de zuidflank van het Pontisch Gebergte richting het westen en de kust, waar zij enkele steden overnamen van de Pontische Grieken, namelijk Giresun, Altınordu en Sinop. 
De Çepni waren het eerste Turkse volk dat zich permanent aan de zuidkust van de Zwarte Zee vestigde (de Kiptchak-invasies van Anatolië in de 9e eeuw beperkten zich tot het oostelijke deel van deze kust). Enkele eeuwen later, met de Ottomaanse verovering van het Keizerrijk Trebizonde, vestigden zich in de oostelijke Zwarte Zeekust ook Çepni, tussen de lokale populatie van Pontische Grieken, Hemşin en Lazen, vandaar dat hun cultuur grote overeenkomsten heeft met deze volkeren. 
De Çepni waren een geducht ruitervolk, dat niet direct het nomadische bestaan opgaf. Çepnimannen dienden vaak als Sipahi in het Ottomaanse leger in de Balkan en de Krim. 